# شریان رادیال (کالبدشناسی)
در بدن انسان، شریان رادیال (به انگلیسی: Radial artery) یا سرخرگ زند زبرین  سرخرگ اصلی از وجه خارجی در ساعد است.
شریان رادیال از دوشاخه شدن سرخرگ بازویی (براکیال) در حفره آرنج سرچشمه می‌گیرد. سپس تا ناحیه دیستال بخش پیشین یا قدامی ساعد ادامه می‌یابد و در آنجا به‌عنوان نقطه‌عطفی برای تقسیم بین کمپارتمان‌های پیشین (قدامی) و پسین (خلفی) در ساعد عمل می‌کند. پس از عبور از انفیه‌دان دست و پس‌از قوس کف دست به شاخه عمیق سرخرگ زند زیرین (اولنار) می‌پیوندد.

## مسیر
شریان رادیال شاخه کوچکتر سرخرگ بازویی است که مسیر آن را در سمت خارج ساعد ادامه می‌دهد، سرخرگ زند زبرین از مجاور گردن استخوان زند زبرین (رادیوس) شروع می‌شود، نیمه فوقانی آن توسط ماهیچه بازویی‌زبرزندی (براکیورادیالیس) و نیمه تحتانی مسیر آن توسط فاسیای عمقی پوشیده می‌شود. در ثلث میانی مسیر آن در ساعد شاخه سطحی عصب زند زبرین  با آن همراه می‌شود. در قسمت انتهائی مسیر شریان رادیال در ساعد، شریان روی سطح قدامی استخوان رادیوس قرار گرفته و توسط فاسیا و پوست پوشیده می‌شود، در این محل شریان در طرف خارج با زردپی ماهیچه بازویی‌زبرزندی و در طرف داخل با زردپی ماهیچه خم‌کننده مچ به زند زبرین (فلکسور کارپی رادیالیس) مجاورت دارد، در این محل می‌توان نبض شریان را گرفت. شریان رادیال در ادامه مسیرش با عبور از زیر وترهای عضلات اکستانسور عمقی به خلف رفته و پس از عبور از درون انفیه‌دان دست به ناحیه خلفی دست می‌رود. شاخه‌های شریان رادیال در ساعد شامل شاخه‌های موسکولار، شاخه راجعه برای شرکت در آناستوموزهای اطراف آرنج و شاخه پالمار سطحی برای شرکت در قوس پالمار سطحی می‌باشد.
در تمام مسیر سیاهرگی با همین نام یعنی سیاهرگ زند زبرین (ورید رادیال) آن را همراهی می‌کند.

## نگارخانه

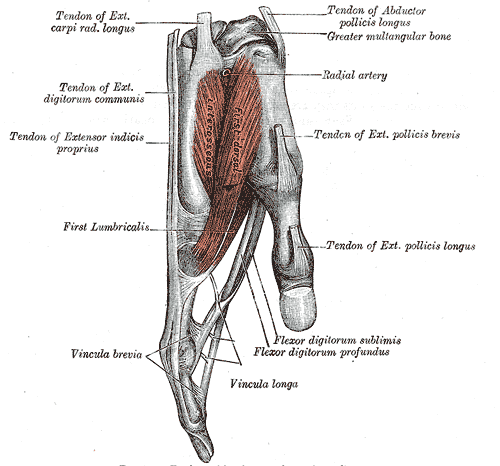
تاندون در سبابه
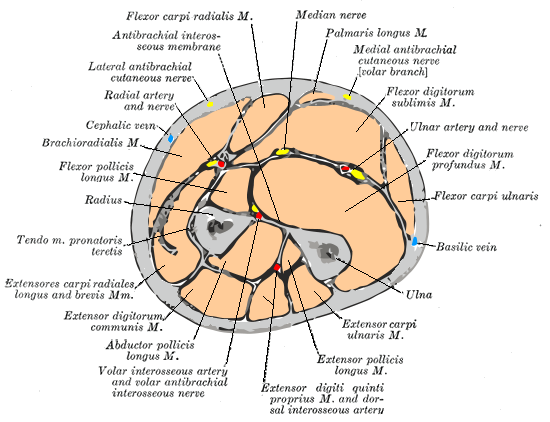
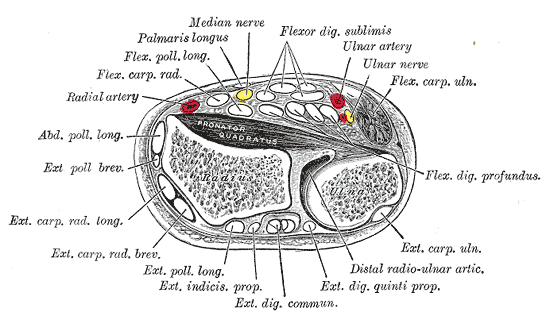
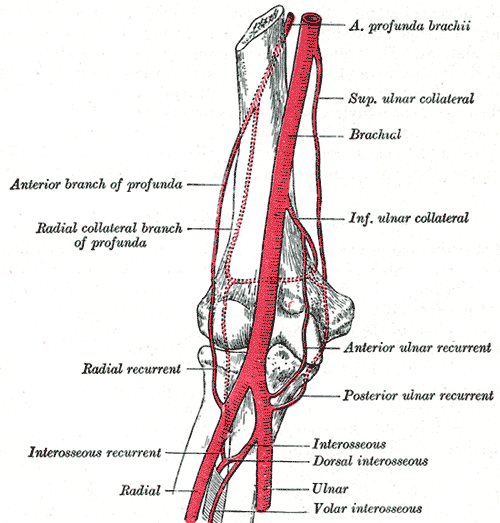
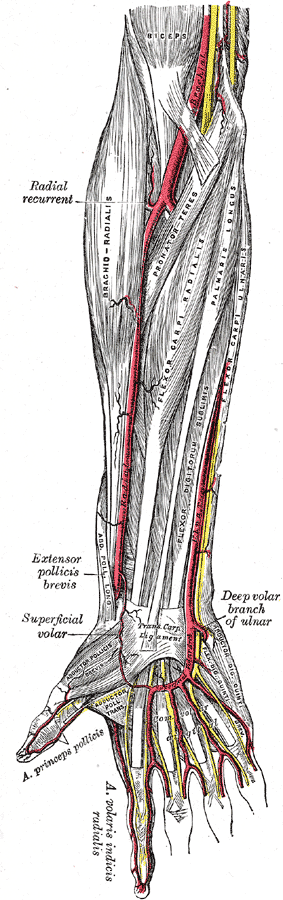
شریان رادیال و اولنار
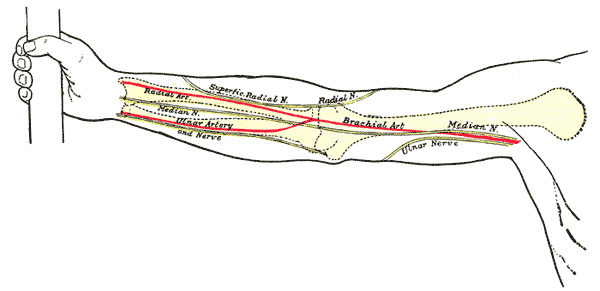
استخوان‌ها، سرخرگ و اعصاب
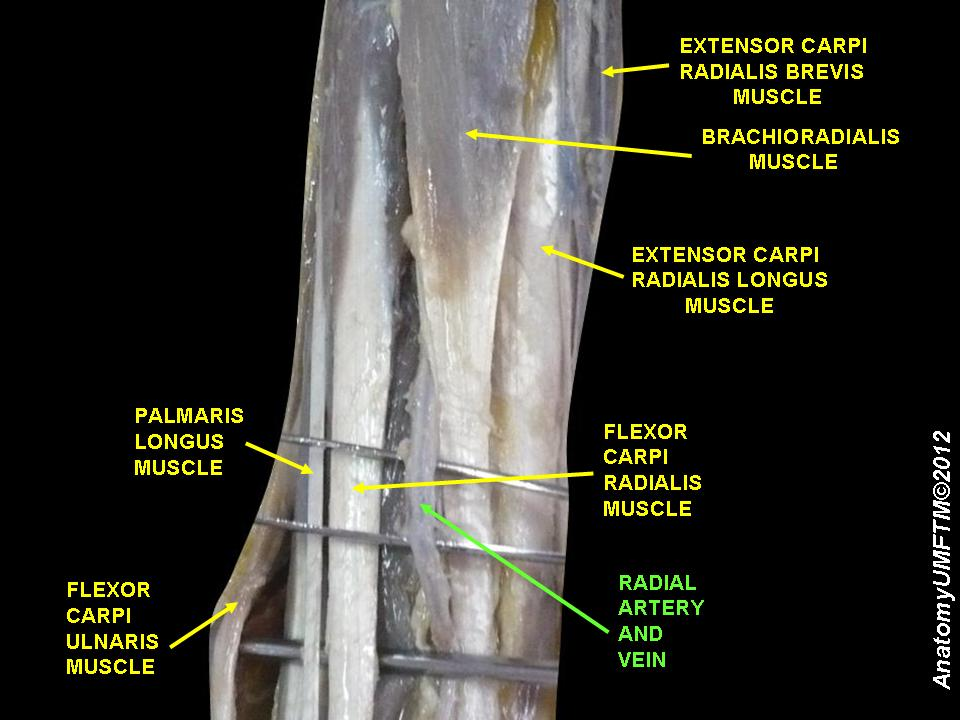
شریان و ورید رادیال